# 에바 무라티
에바 무라티(알바니아어: Eva Murati, 1995년 5월 25일 ~ )는 알바니아의 배우, 방송인이다.

## 같이 보기
- UEFA 챔피언스리그